# 박경득
박경득(朴景得, 1937년 12월 25일~2023년 11월 28일)은 대한민국의 배우이다.

## 이력
- 1988년~1990년 한국방송연기자노동조합 초대 위원장.

- 재신임 심사 와중에 "나부터 목을 쳐 주십시오"라고 말해 화제를 모으기고 했다. 가수 조영남은 "저사람 치맨가" 했다고 한다.

## 학력
- 메릴랜드 대학교 미8군 분교 졸업

## 출연 작품

### 드라마
- 1974년 KBS 대하드라마 대동강 - 김일성 역
- 1975년 KBS 반공드라마 전우
- 1979년 KBS 대하드라마 맥
- 1980년 KBS 대하드라마 파천무 - 이개 역
- 1982년 KBS1 대하드라마 풍운 - 무쓰 무네미쓰 역
- 1982년 KBS1 8.15 특집드라마 그 여름의 이틀 - 구시부치 센이치 역
- 1983년 KBS1 대하드라마 개국 - 환조 이자춘 역
- 1983년 KBS1 8.15 특집드라마 하늘은 알고 있다
- 1983년 KBS2 반공드라마 전우 - 북괴군관 역
- 1984년 KBS1 대하드라마 독립문 - 우치다 사다쓰지 역
- 1985년 KBS1 국군의 날 특집드라마 오성장군 김홍일 - 이토 히로부미 역
- 1986년 KBS1 3.1절 특집드라마 님의 침묵
- 1986년 KBS2 주말연속극 내 마음 별과 같이
- 1987년 KBS1 청춘드라마 사랑이 꽃피는 나무
- 1989년 KBS1 특별기획 지리산
- 1990년 KBS2 미니시리즈 지워진 여자
- 1990년 KBS2 월화드라마 파천무 - 유성원 역
- 1990년 KBS1 대하드라마 여명의 그날 - 허가이 역
- 1991년 KBS2 어린이드라마 사랑의 학교
- 1992년 KBS2 주간드라마 비가비
- 1992년 KBS2 미니시리즈 적색지대 - 다케시다 역
- 1993년 KBS1 대하드라마 먼동
- 1994년 KBS2 월화드라마 한명회 - 경상도 관찰사 역
- 1994년 KBS2 미니시리즈 사라비아 공화국
- 1995년 KBS1 대하드라마 김구 - 일본군 장군 역
- 1995년 MBC 정치드라마 제4공화국 - 이규광 역
- 1995년 KBS1 대하드라마 찬란한 여명 - 박재관 역
- 1996년 KBS2 미니시리즈 파파 - 대학교수 역
- 1996년 SBS 대하드라마 임꺽정 - 작은년 부 역
- 1996년 KBS1 대하드라마 용의 눈물 - 소 사다모리 역
- 1998년 KBS1 대하드라마 왕과 비 - 조극관 역
- 2000년 KBS1 대하드라마 태조 왕건 - 김집사, 박연식 역 (1인 2역)
- 2000년 KBS2 특별기획드라마 천둥소리 - 함열 현감 역
- 2001년 KBS2 특별기획드라마 명성황후 - 오장경 역
- 2002년 KBS1 대하드라마 제국의 아침 - 강기주 역
- 2003년 KBS1 대하드라마 무인시대 - 김순부, 한순 역
- 2003년 SBS 월화드라마 왕의 여자 - 고니시 유키나가 역
- 2004년 KBS1 대하드라마 불멸의 이순신 - 이순신이 다니던 서당의 훈장 역
- 2004년 KBS2 대하드라마 해신 - 궁복을 상대한 거란 무사 역
- 2005년 KBS1 대하드라마 서울 1945 - 인민군 의사 역
- 2006년 KBS1 대하드라마 대조영 - 행랑할아범 역
- 2006년 SBS 대하사극 연개소문 - 왕빈 역
- 2008년 CPBC 특별기획드라마 땀의 순교자 탁덕 최양업 - 최형 역

### 영화
- 1987년 블루하트
- 1995년 해병묵시록

## 경력
- 1988년~1990년 한국방송연기자노동조합 초대 위원장